# 栗田漁港

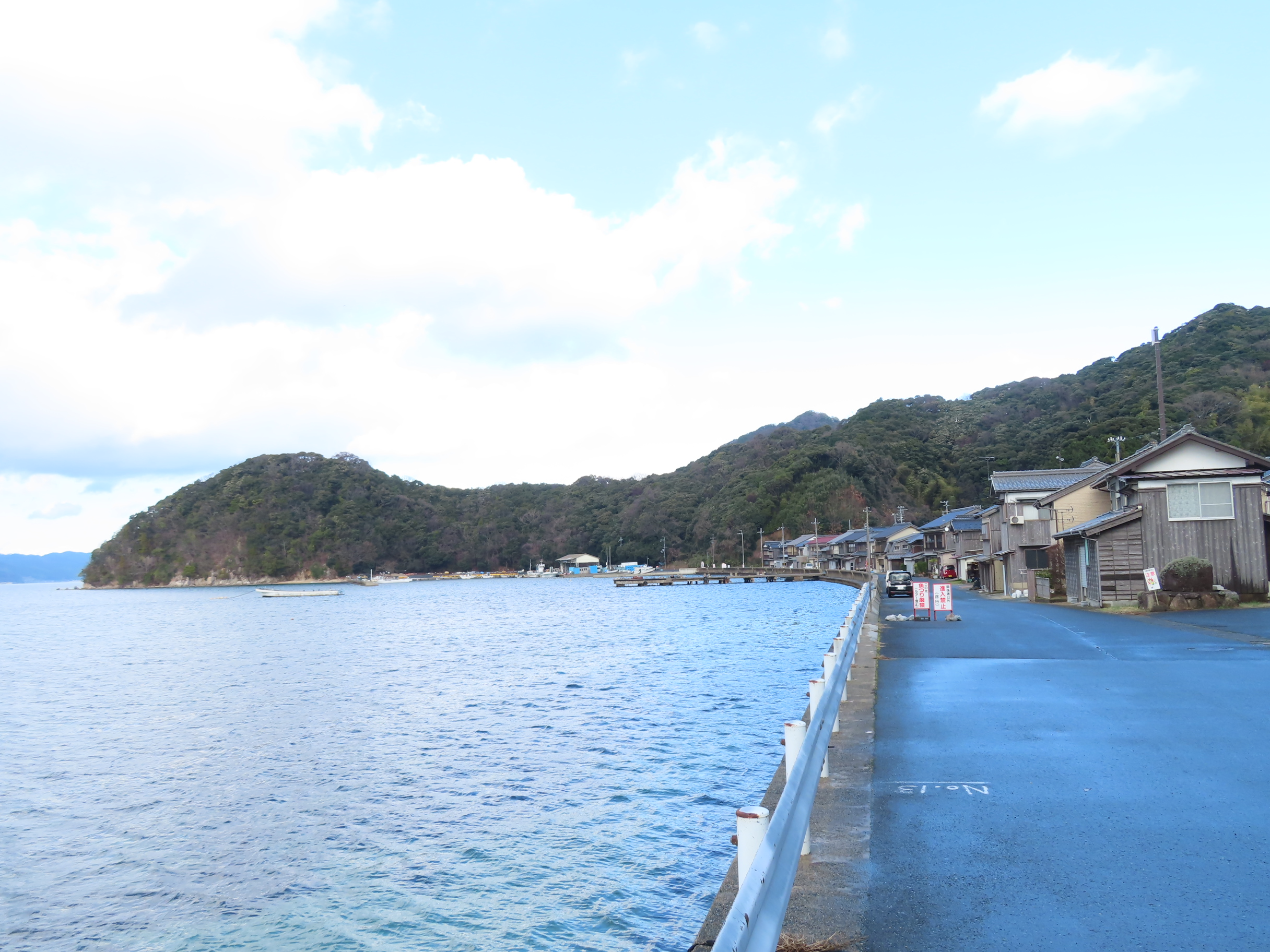
栗田漁港

栗田漁港（くんたぎょこう）は、京都府宮津市にある港。漁港漁場整備法（昭和25年5月2日法律第137号）第1章第5条に規定する第2種漁港である。

## 概要
- 所在地 - 京都府宮津市字脇、中村、小寺、上司、中津、小田宿野
- 管理者 - 宮津市
- 漁業協同組合 - 京都府漁業協同組合 宮津支所
- 組合員数 -
- 漁港番号 - 3020030

## 沿革
- 1952年（昭和27年）2月29日 - 第2種漁港に指定

## 主な魚種
- イワシ
- アジ
- ブリ

## 主な漁業
- 小型定置網
- 小型底びき網
- 採貝藻漁業